# Rivierbeek
Rivierbeek är ett vattendrag i Belgien.   Det ligger i provinsen Västflandern och regionen Flandern, i den nordvästra delen av landet, 80 km väster om huvudstaden Bryssel.
Trakten runt Rivierbeek består till största delen av jordbruksmark. Runt Rivierbeek är det ganska tätbefolkat, med 199 invånare per kvadratkilometer.